# 谷關七雄
谷關七雄，係指臺灣中部谷關一帶的七座中級山，即八仙山、馬崙山、屋我尾山、波津加山、東卯山、白毛山和唐麻丹山，由於山勢雄壯，高度落差與路線長度皆有一定難度，因而得名。此七座山皆屬農業部林業及自然保育署臺中分署轄區，但入山皆不須辦理入山證。除了八仙山以外，其餘六座山皆在參山國家風景區的梨山風景區範圍內。

## 八仙山步道
八仙山標高2,366公尺，為谷關七雄之首（海拔高度，以下同），位於八仙山國家森林遊樂區內。登山口位於靜海寺旁，登山步道單程6公里，爬升高度1,337公尺，路程遙遠。兩側多為針葉林。沿途展望不佳，走在路上不容易曬到太陽，適合健行。由登山口開始便是一連串位於二葉松林的之字形陡上坡，雖然步道指示牌上指出，八仙山步道勞而不累，但根據走過此步道之不少山友表示，八仙山步道是全谷關七雄之中難度排名第一高的登山步道。

## 馬崙山步道

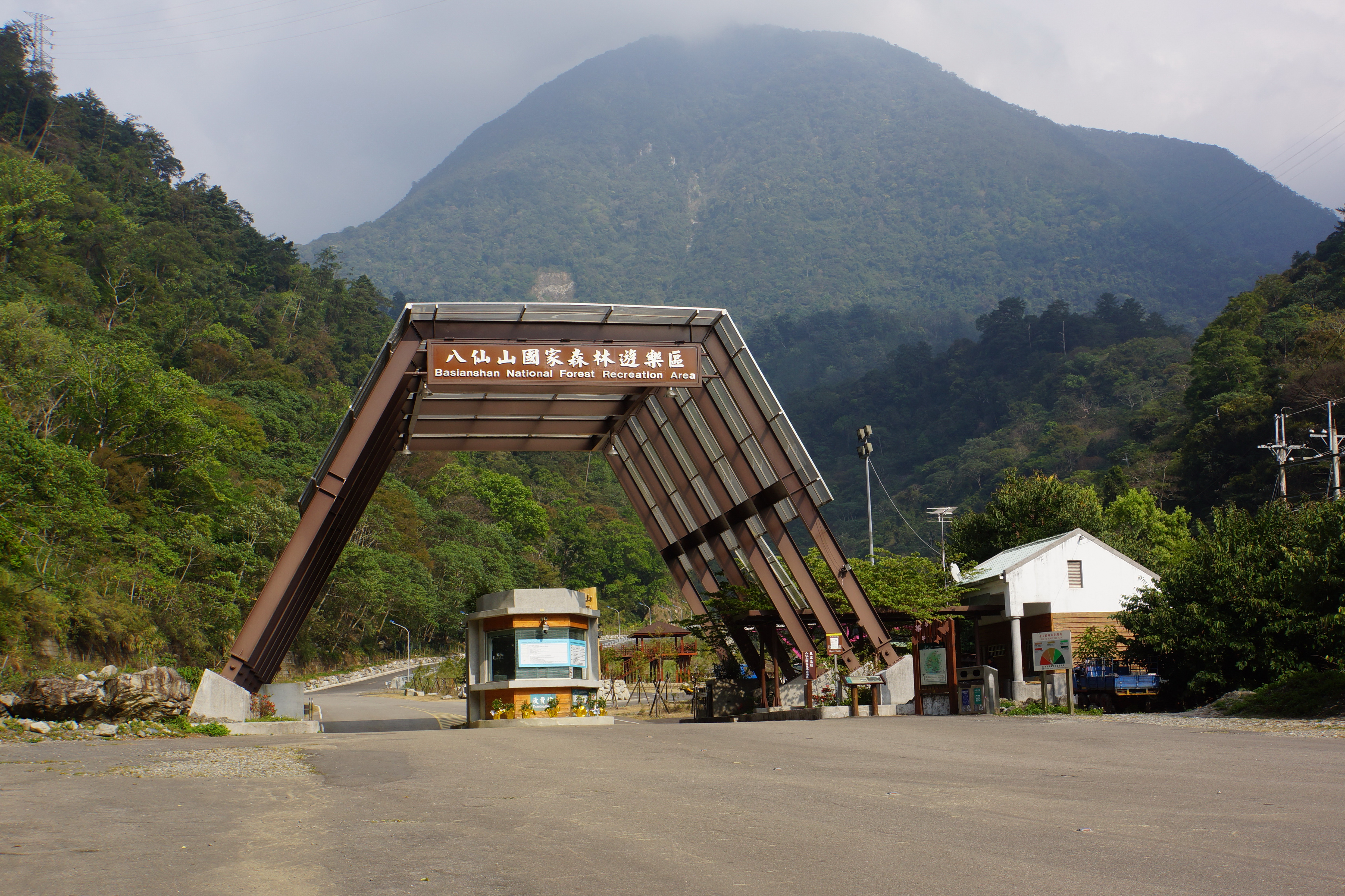
從八仙山國家森林遊樂區收費處所見的馬崙山

馬崙山標高2,305公尺，為谷關七雄老二。由省道台8線36.2公里附近前進登山口，登山步道單程7公里，路程遙遠，爬升高度1,095公尺。登山路徑寬大好走，之字形上登，沿途高大松樹清涼有勁。滿地松針落葉一路相伴，走來賞心悅目，即使是盛夏來此登山，也是清爽舒坦，最佳避暑勝地。

## 屋我尾山步道
屋我尾山標高1,796公尺，為谷關七雄老三。登山口有南北兩處：南登山口在台8線31.2公里處，全程陡上坡，路程遙遠；北登山口在大雪山林道約31.2公里處，路程短而緩。由於南線坍塌已久，建議由北登山口來回屋我尾山為佳。

屋我尾山因鄰近舊時的老屋峩社（日语： Rōbugō sha，清代譯為烏鰲社或屋鏊社，今分為竹林部落與達觀部落）而得名。老屋峩社後來遷徙，故稱此山為「屋峩尾」，又因戰後的地圖繪製者將「峩」字訛記為「我」，而演變為現名。日治時期的地圖在今屋我尾山的北北東方向亦標有一座「老屋峩山」，海拔1,332公尺，今稱遠藤山。

## 波津加山步道
波津加山標高1,772公尺，山頂擁有一顆編號6583之三等三角點，為谷關七雄老四。登山口在谷關溫泉區，捎來步道上的涼庭旁，捎來步道擁有兩處入口：
- 郵局旁及四季溫泉會館。自郵局至波津加登山口，約0.8公里，距離雖長，但坡度較緩
- 自四季溫泉會館至波津加登山口，約0.5公里，距離雖短，但坡度較陡。

波津加山步道全長3.6公里，爬升高度962公尺，每0.5公里設置一里程木椿。步道陡峭，直到最後一段稜線稍緩。與山名台語諧音（坡真陡）相呼應，可測試腳力。沿途展望良好，可見大甲溪南岸山巒腰台地聚落，沿途標示清楚。

## 東卯山步道
東卯山標高1,692公尺，為谷關七雄老五。步道全長6公里，若從大道院下方停車場走林道至東卯山全長7.55公里，爬升高度990公尺。登山口在台8線25.2K，谷關大道院下方停車場旁。由登山口起沿途「Z字」緩坡而上，每500公尺有一木椿標記，山徑明顯，整體路況良好。登頂有內補三等三角點，山頂有一片水泥廣場及三座發射板，視野寬闊。

## 白毛山步道
白毛山標高1,523公尺，為谷關七雄老六。

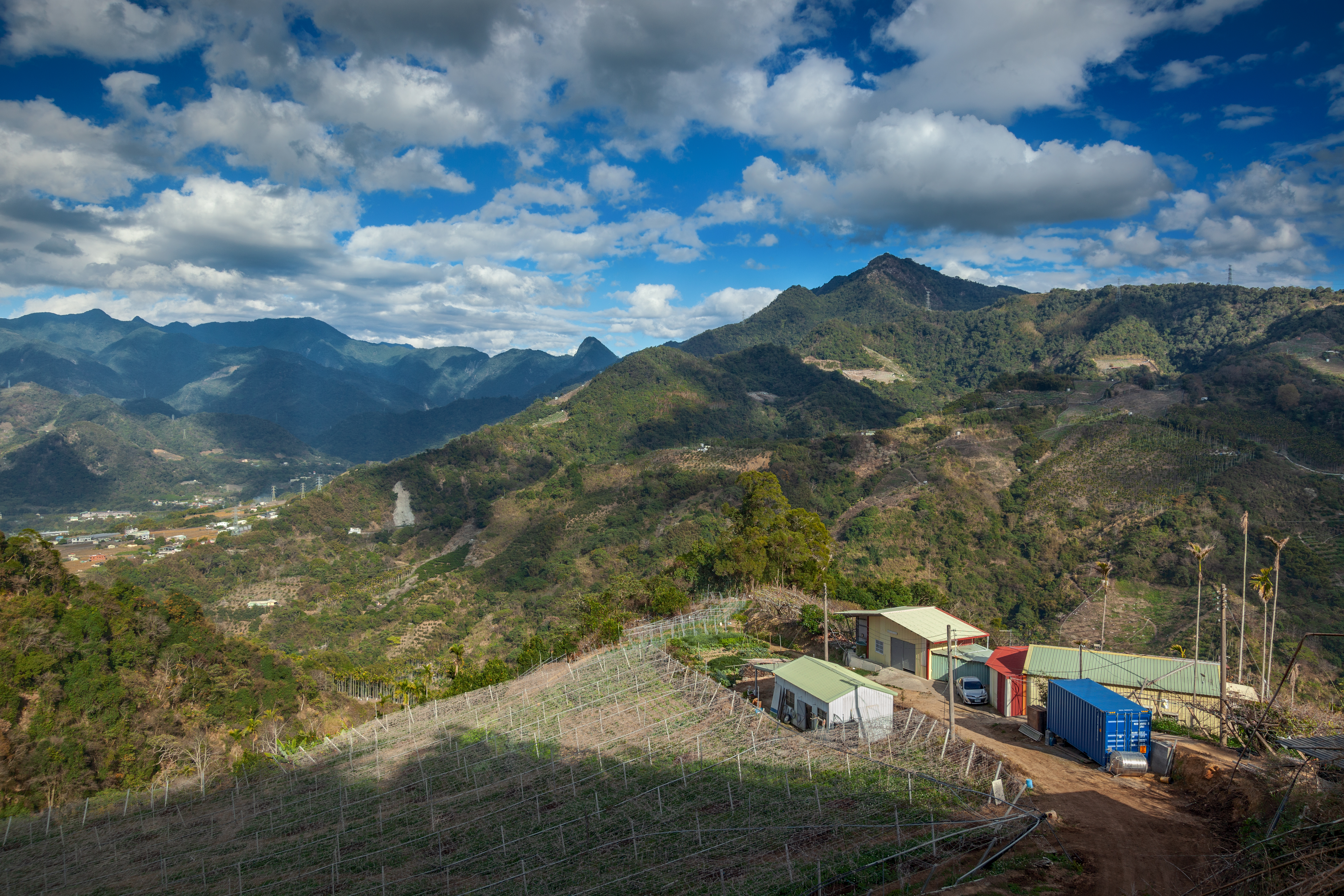
自台21線所見的白毛山（近處），遠方可見東卯山與屋我尾山。

由台8線19.9K白鹿吊橋至白毛山第二登山口2.7公里，再至白毛山2.2公里，單程4.9公里，步道爬升高度950公尺。
攀登途中可俯瞰大甲溪，東卯山和唐麻丹山分峙左右，麗陽、松鶴分佈在大甲溪兩岸，遠處右邊八仙山、馬崙山以及後頭雪劍稜脈，左邊稍來山、鳶嘴山稜脈也都一清二楚。

## 唐麻丹山步道
唐麻丹山標高1,305公尺，為谷關七雄老么。登山口有兩處：
- 台8線29公里處的松鶴部落
- 台8線26公里處的裡冷部落

步道單程2.3公里，爬升高度655公尺。
為谷關七雄輕鬆路線，可順遊蝴蝶谷瀑布，景色優美，展望佳。

## 山難事件
谷關七雄山難事件是指歷年來在谷關七雄地區所發生的一系列山難事件，事件後續引發山難救助事宜等之相關討論。